# Rasim Balayev
Rasim Əhməd oğlu Balayev (ur. 8 sierpnia 1948) – radziecki i azerski aktor.

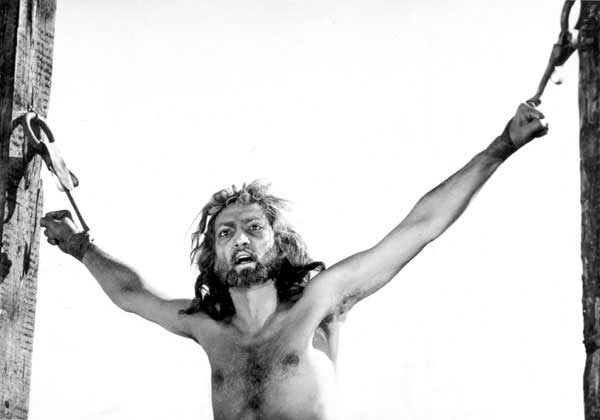
Rasim Balayev jako İmadəddin Nəsimi w filmie Nəsimi.

## Wybrana filmografia
- 1973: Nəsimi jako İmadəddin Nəsimi
- 1973: Wspaniałe słowo - wolność jako jeden ze straconych patriotów
- 1979: Babək jako Babak

## Nagrody i odznaczenia
- 1976: Zasłużony Artysta Azerbejdżańskiej SRR
- 1982: Ludowy Artysta Azerbejdżańskiej SRR[1]
- 1986: Państwowa Nagroda Azerbejdżańskiej SRR
- 2018: Order Honoru za wkład w rozwój kinematografii w Azerbejdżanie[2]